# گنج‌آباد (ارومیه)
گنج‌آباد (ارومیه)، روستایی از توابع بخش مرکزی شهرستان ارومیه در استان آذربایجان غربی ایران است. زبان مردم این روستا ترکی آذربایجانی هست و همچنین مذهب شیعه دارند. 

## جمعیت
این روستا در دهستان روضه‌چای قرار دارد و براساس سرشماری مرکز آمار ایران در سال ۱۳۸۵، جمعیت آن ۳۵۶ نفر (۱۰۶خانوار) بوده‌است.